# Obsession in Silence
Obsession in Silence- український рок-гурт, створений у 2000 році під керівництвом Олексія Красногора. Основними хітами колективу є композиції «Женщина в белом», «Furja Roha» та «Пох*ист».

## Склад гурту
Олексій (Алекс) Заводюк (23.08.1976) — Вокал
Олексій (Алекс) Поліщук — гітара
Олександр Ковальчук (26.08.1986) — гітара
Антон Носко — гітара
Сергій Нагорнюк — клавіші
Олексій Красногор — продюсер

## Дискографія
- Молодость (2000)
- Многоточия (2008)
- Праздники
- Песни для девушек
- Дети Индиго
- Radio Space
- Los cuentos de las vidas pasadas
- Obsession Live

## Список композицій
1. Споры
2. Праздник
3. Ночь
4. Давай Любить
5. Урсула
6. На Радиоволне
7. День
8. С Тобою Вместе
9. Агнец
10. Вещий Сон 
11. Грязно-белое кино
12. Тоска
13. Пределы
14."Новогодняя"
 15.Женщина в белом
16.The Mistake
17.The space bugs
18.Ready to sale
19.Furja Roha
20.День Live
21.Падал Теплый снег — 25 лет Наутилусу

## Відеокліпи
- Женщина в белом (2009)
- Furja Roha (2010)